# Черников, Александр Никифорович

Александр Никифорович Черников (19 августа 1889, с. Терса — 15 марта 1970, Москва) — советский военачальник, генерал-майор (1940).

## Биография
Родился 19 августа (1 сентября по н.с.) 1889 года в селе Терса Еланского района Волгоградской области в обеспеченной крестьянской семье. Русский.
В начале XX века семья переехала в Балашов (город), где отец Черников Никифор Николаевич стал заведующим казенной винной лавкой. В 1905 году окончил 4х-классное городское училище в г.Балашове. В 1907 при Камышинском реальном училище сдал экстерном на звание учителя. В 1909 -1911 был сельским учителем в селе Березовка. В 1911 -1914 - сельским учителем в деревне Полухино Балашовского уезда.
В Русской императорской армии с 1914 года. Призван в 85-й Выборгский запасной полк. Окончил в 1915 году 4-ю Петергофскую школу прапорщиков. После окончания школы – младший офицер 33го Сибирского запасного полка. 
В действующей армии с февраля 1916. Участник Первой мировой войны;  воевал на Юго-Западном фронте, в 1916 участвовал в боях на реке Стоход. Младший офицер стрелковой роты, а затем - пулеметной команды 13-го Финляндского стрелкового полка, подпоручик (1916) [7]. Награды: Орден Святого Владимира 4-й степени с мечами и бантом [8],  Орден Святого Станислава (Российская империя) 3-й степени с мечами и бантом [9].
В Красной Армии с июля 1918 года. В годы Гражданской войны воевал на Южном и Западном фронтах, командир стрелковой роты, затем, с ноября 1919 по сентябрь 1922 – командир 187 стрелкового полка 21 стрелковой дивизии. Награждён орденом Красного Знамени.
В 1922 - 1925 слушатель Военной академии им. М. В. Фрунзе. С 1925 года в Разведывательном управлении Штаба РККА. В 1925—1927 годах — военный советник в Китае. Затем, в 1927 - 1929 — начальник курса старшего комсостава на Стрелково-тактических курсах усовершенствования комсостава РККА «Выстрел» им. Коминтерна. В 1929 - 1931 начальник отдела штаба Отдельной Краснознамённой Дальневосточной армии. С мая 1931 года по декабрь 1933 года — начальник Омской пехотной школы. В 1934 году Окончил оперативный факультет Военной академии им. М. В. Фрунзе. С 1934 года — на различных должностях в Управлении по командно-начальствующему составу Красной армии при Народном комиссариате обороны СССР. В период с мая 1936 по апрель 1937 – Начальник отдела кадров Генерального штаба РККА. С августа 1937 года — старший преподаватель Военной академии им. М. В. Фрунзе. С октября 1939 по август 1940 года — командующий 10-й армией Белорусского особого военного округа. С ноября 1940 года — заместитель командующего войсками Харьковского военного округа.
С июня по октябрь 1941 года — командующий войсками Харьковского военного округа. С декабря 1942 года — командир 206-й стрелковой дивизии Южно-Уральского военного округа. С мая 1942 года — в распоряжении Военного совета Донского фронта. С 22 октября по 28 ноября 1942 года — командир 49-й стрелковой дивизии в составе 24-й армии Донского фронта. С января 1943 года — заместитель командира 7-го стрелкового корпуса того же фронта (с марта 1943 года — Воронежского фронта). 17 апреля 1943 года корпус был преобразован в 35-й гвардейский стрелковый корпус, а А. Н. Черников назначен его командиром. Корпус (с октября 1943 года — в составе 2-го Украинского фронта) в январе — феврале 1943 года участвовал в ликвидации окружённой под Сталинградом группировки гитлеровских войск, в оборонительной операции войск Воронежского фронта в районе города Харькова, в Курской битве, в форсировании реки Днепр и захвате плацдармов на его правом берегу, в наступательной операции 2-го Украинского фронта.
С сентября 1944 года — старший преподаватель кафедры общей тактики Военной академии им. М. В. Фрунзе. После войны А. Н. Черников — начальник учебного полигона Военной академии им. М. В. Фрунзе в г.Загорске. 
С 1946 года в отставке. На пенсии был внештатным лектором Знание (общество).

## Награды
До революции Орден Святого Владимира 4-й степени с мечами и бантом, Орден Святого Станислава (Российская империя) 3-й степени с мечами и бантом.
В советское время награждён орденом Ленина, тремя орденами Красного Знамени, орденом Красной Звезды , медалью «XX лет Рабоче-Крестьянской Красной Армии» (1938), Медаль «За оборону Сталинграда», юбилейными медалями.

### Архивы
- РГВИА, фонд 3327, дело 509
- РГВИА, фонд 3327, дело 511
- РГВИА, фонд 3327, дело 512